# تشاك ويكس
تشاك ويكس (بالإنجليزية: Chuck Wicks)‏ هو مغن مؤلف أمريكي، ولد في 20 يونيو 1979 في سميرنا في الولايات المتحدة.

## وصلات خارجية
- الموقع الرسمي
- تشاك ويكس على موقع IMDb (الإنجليزية)
- تشاك ويكس على موقع ميوزك برينز (الإنجليزية)
- تشاك ويكس على موقع ديسكوغز (الإنجليزية)
- تشاك ويكس على موقع قاعدة بيانات الفيلم (الإنجليزية)